# Саллинджер, Джаред
Джаред Саллинджер (англ. Jared Sullinger; род. 4 марта 1992, Колумбус) — американский баскетболист. Обладатель приза Нейсмита лучшему игроку года среди старшеклассников (2010).

## Биография
Джаред Саллинджер родился в городе Колумбус, штат Огайо. Отец Джареда — Джеймс «Сэтч» Саллинджер, — баскетбольный тренер, работавший в школьной команде сына. Он начал тренировать его, начиная с двухлетнего возраста, уделяя особое внимание работе ног. В возрасте трёх лет Джаред мог добрасывать до кольца с линии штрафного броска мячом, которым играют взрослые баскетболисты. В семье Саллинджеров трое братьев, мать семейства Барбара — домохозяйка, которая также поддерживала любовь своих детей к баскетболу. В 6 лет Джаред научился уверенно выполнять кроссовер.

### Школа
В своём выпускном сезоне за школу Нортленд команда Саллинджера имела показатель побед-поражений 21—0, а сам Джаред в среднем набирал 24,5 очка и 11,7 подборов в среднем за игру. По ходу чемпионата отец Саллинджера не разрешил ему выйти на один из важнейших матчей сезона, из-за того что Джаред не сделал домашнюю работу. По словам Сэтча Саллинджера команда, когда в её составе был его сын, одержала 98 побед при 4-х поражениях во время сезонных матчей и 288 побед и 15 поражений во время летних игр.
По итогам своего выпускного года Саллинджер был признан игроком года среди школьников, а его отец тренером года. Джаред стал лишь вторым игроков из Огайо, получившим эту награду (Леброн Джеймс, 2003). Саллинджер заработал себе репутацию одного из самых перспективных школьников нации и был оценён, как 2-й номер среди всех выпускников школ, каналом ESPNU, 4-й сайтом Scout.com и 5-й Rivals.com.

### Студенческая карьера
10 мая 2007 года Саллинджер подтвердил информацию о своём поступлении в университет штата Огайо. В дебютной игре за «Огайо Стэйт Бакайс» он набрал 19 очков и 14 подборов. Брат Джареда — Джей-Джей Салинджер, также выступал за команду. Салинджер уверенно провёл своей первый сезон в NCAA, он хорошо чувствовал себя под кольцом (10,2 подбора в среднем за игру), а также стабильно атаковал (17,2 очка). 18 декабря в игре против «Южной Каролины» Джаред набрал 30 очков и сделал 19 подборов (лучший показатель за университетскую карьеру). Саллинджер выходил в стартовой пятёрке во всех 37 матчах команды и по ходу сезона сделал 18 дабл-даблов. «Огайо Стейт» закончили регулярный сезон с показателем 32 победы при 2 поражениях, попав в «Мартовское безумие» под 1-м номером посева. Но в плей-офф команда дошла лишь до 1/16 финала, где проиграла «Кентукки» со счётом 60—62. Саллинджер получил награду «Фрешмен года» по версии журнала Sporting News.
Саллинджер стал лидером своей команды по результативности (17,5 очка) и подборам (9,2 подбора) по итогам своего второго сезона в колледже. «Огайо Стейт» одержали 27 побед при 7 поражениях по ходу чемпионата и получили 2-й номер посева перед «Мартовским безумием». На этот раз команда уверенно дошла до «Финала четырёх», обыграв на своём пути «Сиракьюз», имевших 1-й номер посева, Джаред стал самым результативным игроком матча, набрав 19 очков. Таким образом Огайо впервые попали в число четырёх лучших команд NCAA с 2007 года. Но затем команда уступила «Канзасу» со счётом 62-64, Саллинджер не сумел проявить себя, набрав всего 11 очков, при 5 точных попаданиях из 19 попыток. После второго сезона в своей студенческой карьере Джаред объявил о том, что выставляет свою кандидатуру на драфт НБА.

Я всегда говорил, что он [Саллинджер] — один из самых умных игроков, которых я тренировал за свою карьеру. Он был таким уже в свой первый год в команде. Штука в том, что люди не знают, что он изучает игру. Не только студенческие игры, но и НБА. Он многое может рассказать об особенностях НБА. Для него время определённо настало.
Оригинальный текст (англ.)I've always said he's one of the most intellectual players I've ever coached. He came in that way as a freshman. The thing is that people don't know he studies the game. Not only the college game, but the NBA game. He can tell you a lot about a lot of NBA issues. For him, the timing is definitely right.
— Тад Матта (гл. тренер «Огайо Стейт»)

## Профессиональная карьера

### Драфт НБА
/Незадолго до проведения драфта Саллинджер котировался, как один из лучших студентов лиги и должен был быть выбран в числе первых пяти-десяти баскетболистов. Но на одном из медосмотров было обнаружено, что молодой спортсмен имеет проблемы со спиной (межпозвоночный диск), что по прогнозу врачей должно значительно сократить его игровую карьеру. У Трэйси Макгрейди, Бэрона Дэвиса и Ларри Бёрда были схожие проблемы со здоровьем. Буквально за несколько дней Джаред опустился в прогнозах специалистов до 15-20 места на драфте. НБА отказалась пригласить Саллинджера на церемонию, которая должна была пройти в «Пруденшал-центр», из-за того, что администрация лиги считала, что его не выберут достаточно высоко, чтобы выделять ему место в зале. Всё это произошло на основании неофициального диагноза травмы, которая ещё ни разу не повлияла на игру Джареда. Многие команды не хотели рисковать и перестали рассматривать Саллинджера, как возможный выбор на драфте. Он был выбран под общим 21-м номером «Бостон Селтикс», перед драфтом руководство клуба заявляло, что не считает травму Джареда критичной для его карьеры.

### Бостон Селтикс

#### Сезон 2012/13
На следующий день после драфта Саллинджер заключил свой первый профессиональный контракт с «Бостон Селтикс». Он рассчитан на два года с возможностью продления клубом, за это время Джаред должен получить около $2,5 млн. Саллинджер начал сезон 2012/13 годов выходя со скамейки запасных, «Бостон» проиграл первые два матча и Док Риверс решил поставить Джареда в стартовую пятёрку, заменив Брэндона Баса. После нескольких удачных игр Саллинджер вернулся на скамейку запасных и в дальнейшем лишь несколько раз появлялся в старте. Несмотря на это прогресс Джареда по ходу сезона был очевиден, это отмечали, как специалисты, так и партнёры по команде. Он отлично проявлял себя на подборах, а также хорошо действовал в защите, главным недостатком новичка был частый перебор персональных замечаний. В игре против «Финикс Санз», которая прошла 9 января 2013 года, Саллинджер сделал дабл-дабл, набрав 12 очков и 16 подборов. В январе 2013 года Джареда начали беспокоить боли в спине, он не смог завершить матч против «Сакраменто Кингз», который прошёл 30 числа. Молодой баскетболист сыграл 4 минуты после чего отправился в раздевалку из-за спазмов в спине. Док Риверс не выразил особого беспокойства, но позднее стало известно, что Саллинджер выбыл до конца сезона. Врачи рекомендовали спортсмену сделать операцию на спине сейчас, чтобы обезопасить себя в будущем. Это решение поддержал Президент по баскетбольным операциям клуба Дэнни Эйндж, он также отметил, что команде будет не хватать новичка, проводившего отличный дебютный сезон. 1 февраля Джаред успешно перенёс операцию на спине, по прогнозам он должен полностью восстановится к тренировочному лагерю перед сезоном 2013/14 годов.

#### Сезон 2013/14
15 января 2014 года в победе над «Торонто Рэпторс» Саллинджер набрал 25 очков и 20 подборов. 20-20 очков Саллинджера стали первыми в карьере игрока «Селтикс» со времен Кевина Гарнетта в 2007 году. 7 февраля Саллинджер набрал 31 очко в победе над «Сакраменто Кингз».

#### Сезон 2014/15
Набирая в среднем 14,4 очка и 8,1 подбора за игру до перерыва на Матч всех звезд НБА 2015 года, Саллинджер выбыл на неопределенный срок после того, как 19 февраля рентген выявил стрессовую реакцию в левой стопе. Три дня спустя стало известно, что игрок был выбыл до конца сезона после того, как дальнейшее медицинское обследование показало, что Саллинджер получил стрессовый перелом левой плюсневой кости. Однако неожиданно Саллинджер вернулся в строй 3 апреля против «Милуоки Бакс». Он вступил в игру через четыре минуты после начала третьей четверти, промазал оба своих броска и не вернулся в игру.

#### Сезон 2015/16
Саллинджер начал сезон 2015/16, выходя со скамейки запасных в первых трех играх. Игрок первый раз в сезоне вышел в старте 4 ноября против «Индианы Пэйсерс», заменив Тайлера Зеллера в качестве стартового центрового. 7 декабря 2015 года Саллинджер набрал 11 очков и сделал рекордный в карьере результат, собрав 20 подборов в победе над «Нью-Орлеан Пеликанс». 7 февраля 2016 года он набрал 21 очко в победе над «Сакраменто Кингз».
29 июня 2016 года «Селтикс» сделали квалификационное предложение, чтобы Саллинджер стал ограниченно свободным агентом. Позднее, 8 июля, «Селтикс» отозвали свое квалификационное предложение, сделав игрока неограниченно свободным агентом.

### Торонто Рэпторс (2016—2017)
14 июля 2016 года Саллинджер подписал однолетний контракт с командой «Торонто Рэпторс» на сумму 6 миллионов долларов. 24 октября 2016 года ему вставили винт в пятую плюсневую кость левой стопы. В результате Саллинджер пропустил первую половину сезона 2016/17. Пропустив половину сезона, Саллинджер дебютировал за «Рэпторс» 18 января 2017 года, набрав восемь очков за чуть менее 14 минут, выйдя со скамейки запасных в матче против «Филадельфии Севенти Сиксерс». 28 января 2017 года он был направлен в фарм-клуб «Торонто» в Джи-Лиге НБА, «Рэпторс 905», на реабилитацию. На следующий день он был отозван «Торонто». Через три дня Саллинджер провел лучшую игру сезона, набрав 13 очков и сделав шесть подборов в матче с «Бостон Селтикс». 10 февраля игрок был переведен в «Рэпторс 905», а 12 февраля отозван.
23 февраля 2017 года Саллинджер был обменян в «Финикс Санз» на Пи Джей Такера, вместе с денежной компенсацией и правом выбора второго раунда драфта «Торонто» в 2017 и 2018 годах. Однако на следующий день игрок был отчислен «Санз».

### Шэньчжень Авиаторс (2017—2018)
12 сентября 2017 года Саллинджер подписал однолетний контракт с командой «Шэньчжэнь Авиаторс» из Китайской баскетбольной ассоциации. Он переподписал контракт с командой 6 августа 2018 года. 16 января 2018 года Саллинджер стал одним из немногих игроков в КБА, набравших 40 очков и 30 подборов в одной игре.

### Анян КГК (2021)
В феврале 2021 года Саллинджер присоединился к корейской команде «Анян КГК» и помог команде выиграть чемпионат лиги. В среднем за игру он набирал 27,1 очка, 12,3 подбора, 3,2 передачи и 1,4 перехвата.

### Возвращение в Авиаторс (2021—2024)
26 декабря 2021 года Саллинджер вернулся в команду «Шэньчжэнь Авиаторс» из Китайской баскетбольной ассоциации.

## Статистика

### Статистика в НБА
| Сезон                                                                                    | Команда | Регулярный сезон | Регулярный сезон | Регулярный сезон | Регулярный сезон | Регулярный сезон | Регулярный сезон | Регулярный сезон | Регулярный сезон | Регулярный сезон | Регулярный сезон | Регулярный сезон | Серия плей-офф | Серия плей-офф | Серия плей-офф | Серия плей-офф | Серия плей-офф | Серия плей-офф | Серия плей-офф | Серия плей-офф | Серия плей-офф | Серия плей-офф | Серия плей-офф |
| Сезон                                                                                    | Команда | GP               | GS               | MPG              | FG%              | 3P%              | FT%              | RPG              | APG              | SPG              | BPG              | PPG              | GP             | GS             | MPG            | FG%            | 3P%            | FT%            | RPG            | APG            | SPG            | BPG            | PPG            |
| ---------------------------------------------------------------------------------------- | ------- | ---------------- | ---------------- | ---------------- | ---------------- | ---------------- | ---------------- | ---------------- | ---------------- | ---------------- | ---------------- | ---------------- | -------------- | -------------- | -------------- | -------------- | -------------- | -------------- | -------------- | -------------- | -------------- | -------------- | -------------- |
| 2012/13                                                                                  | Бостон  | 45               | 5                | 19,8             | 49,3             | 20,0             | 74,6             | 5,9              | 0,8              | 0,5              | 0,5              | 6,0              | Не участвовал  | Не участвовал  | Не участвовал  | Не участвовал  | Не участвовал  | Не участвовал  | Не участвовал  | Не участвовал  | Не участвовал  | Не участвовал  | Не участвовал  |
| 2013/14                                                                                  | Бостон  | 74               | 44               | 27,6             | 42,7             | 26,9             | 77,8             | 8,1              | 1,6              | 0,5              | 0,7              | 13,3             | Не участвовал  | Не участвовал  | Не участвовал  | Не участвовал  | Не участвовал  | Не участвовал  | Не участвовал  | Не участвовал  | Не участвовал  | Не участвовал  | Не участвовал  |
| 2014/15                                                                                  | Бостон  | 58               | 49               | 27,0             | 43,9             | 28,3             | 74,4             | 7,6              | 2,3              | 0,8              | 0,7              | 13,3             | 4              | 0              | 20,1           | 55,3           | 33,3           | 57,1           | 7,0            | 0,3            | 0,0            | 0,8            | 12,3           |
| 2015/16                                                                                  | Бостон  | 81               | 73               | 23,6             | 43,5             | 28,2             | 64,0             | 8,3              | 2,3              | 0,9              | 0,6              | 10,3             | 6              | 2              | 13,6           | 31,0           | 50,0           | 75,0           | 4,5            | 1,2            | 0,2            | 0,0            | 5,2            |
| 2016/17                                                                                  | Торонто | 11               | 1                | 10,7             | 31,9             | 16,7             | 50,0             | 2,5              | 0,3              | 0,4              | 0,1              | 3,4              | Не участвовал  | Не участвовал  | Не участвовал  | Не участвовал  | Не участвовал  | Не участвовал  | Не участвовал  | Не участвовал  | Не участвовал  | Не участвовал  | Не участвовал  |
|                                                                                          | Всего   | 269              | 172              | 24,3             | 43,6             | 27,2             | 72,3             | 7,5              | 1,8              | 0,7              | 0,6              | 10,8             | 10             | 2              | 16,2           | 42,5           | 38,5           | 63,6           | 5,5            | 0,8            | 0,1            | 0,3            | 8,0            |
| Наведите курсор мыши на аббревиатуры в заголовке таблицы, чтобы прочесть их расшифровку. |         |                  |                  |                  |                  |                  |                  |                  |                  |                  |                  |                  |                |                |                |                |                |                |                |                |                |                |                |

### Статистика в Джи-Лиге
| Сезон                                                                                    | Команда     | Регулярный сезон | Регулярный сезон | Регулярный сезон | Регулярный сезон | Регулярный сезон | Регулярный сезон | Регулярный сезон | Регулярный сезон | Регулярный сезон | Регулярный сезон | Регулярный сезон | Серия плей-офф | Серия плей-офф | Серия плей-офф | Серия плей-офф | Серия плей-офф | Серия плей-офф | Серия плей-офф | Серия плей-офф | Серия плей-офф | Серия плей-офф | Серия плей-офф |
| Сезон                                                                                    | Команда     | GP               | GS               | MPG              | FG%              | 3P%              | FT%              | RPG              | APG              | SPG              | BPG              | PPG              | GP             | GS             | MPG            | FG%            | 3P%            | FT%            | RPG            | APG            | SPG            | BPG            | PPG            |
| ---------------------------------------------------------------------------------------- | ----------- | ---------------- | ---------------- | ---------------- | ---------------- | ---------------- | ---------------- | ---------------- | ---------------- | ---------------- | ---------------- | ---------------- | -------------- | -------------- | -------------- | -------------- | -------------- | -------------- | -------------- | -------------- | -------------- | -------------- | -------------- |
| 2016/17                                                                                  | Рэпторс 905 | 2                | 2                | 27,4             | 40,0             | 44,4             | 75,0             | 12,5             | 2,5              | 0,0              | 0,0              | 17,0             | Не участвовал  | Не участвовал  | Не участвовал  | Не участвовал  | Не участвовал  | Не участвовал  | Не участвовал  | Не участвовал  | Не участвовал  | Не участвовал  | Не участвовал  |
|                                                                                          | Всего       | 2                | 2                | 27,4             | 40,0             | 44,4             | 75,0             | 12,5             | 2,5              | 0,0              | 0,0              | 17,0             | Не участвовал  | Не участвовал  | Не участвовал  | Не участвовал  | Не участвовал  | Не участвовал  | Не участвовал  | Не участвовал  | Не участвовал  | Не участвовал  | Не участвовал  |
| Наведите курсор мыши на аббревиатуры в заголовке таблицы, чтобы прочесть их расшифровку. |             |                  |                  |                  |                  |                  |                  |                  |                  |                  |                  |                  |                |                |                |                |                |                |                |                |                |                |                |

### Статистика в NCAA
| Сезон | Команда     | Conf    | Class | GP | GS | MPG  | FG%  | 3P%  | FT%  | RPG  | APG | SPG | BPG | PPG  |
| --- | ----------- | ------- | ----- | -- | -- | ---- | ---- | ---- | ---- | ---- | --- | --- | --- | ---- |
| 2010/11 | Огайо Стэйт | Big Ten | FR    | 37 | 36 | 31,7 | 54,1 | 25,0 | 70,4 | 10,2 | 1,2 | 1,0 | 0,5 | 17,2 |
| 2011/12 | Огайо Стэйт | Big Ten | SO    | 37 | 36 | 30,4 | 51,9 | 40,0 | 76,8 | 9,2  | 1,2 | 1,2 | 1,1 | 17,5 |
| Всего | Всего       | Всего   | Всего | 74 | 72 | 31,0 | 53,0 | 36,5 | 73,3 | 9,7  | 1,2 | 1,1 | 0,8 | 17,3 |
| Наведите курсор мыши на аббревиатуры в заголовке таблицы, чтобы прочесть их расшифровку Статистика приведена с сайта sports-reference.com |             |         |       |    |    |      |      |      |      |      |     |     |     |      |

### Статистика в других лигах
| Сезон | Команда                 | Лига                  | GP  | GS  | MPG  | FG%  | 3P%  | FT%  | RPG  | APG | SPG | BPG | PFL | TOV | PPG  |
| --- | ----------------------- | --------------------- | --- | --- | ---- | ---- | ---- | ---- | ---- | --- | --- | --- | --- | --- | ---- |
| 2017/18 | Шэньчжэнь Авиаторс      | КБА                   | 45  | 42  | 39,6 | 49,4 | 34,9 | 75,8 | 16,6 | 4,1 | 1,3 | 1,4 | 2,6 | 2,8 | 30,1 |
| 2018/19 | Шэньчжэнь Авиаторс      | КБА                   | 15  | 15  | 38,0 | 54,7 | 40,5 | 77,0 | 13,0 | 4,0 | 1,5 | 1,0 | 2,9 | 2,1 | 27,3 |
| 2020/21 | Анян КГК                | Чемпионат Кореи       | 20  | 17  | 34,3 | 49,0 | 41,0 | 84,3 | 12,3 | 3,2 | 1,4 | 0,9 | 2,6 | 2,0 | 27,1 |
| 2021/22 | Шэньчжэнь Авиаторс      | КБА                   | 28  | 4   | 23,6 | 47,2 | 40,2 | 73,8 | 10,0 | 3,0 | 1,1 | 0,8 | 1,9 | 1,7 | 18,7 |
| 2022/23 | Шэньчжэнь Авиаторс      | КБА                   | 47  | 10  | 30,3 | 49,9 | 38,8 | 76,5 | 13,9 | 4,7 | 1,6 | 0,7 | 2,4 | 2,0 | 22,0 |
| 2023/24 | Все клубы               | Все лиги              | 81  | 38  | 30,2 | 51,4 | 31,2 | 76,7 | 12,8 | 3,9 | 1,1 | 0,9 | 2,8 | 1,8 | 22,1 |
| 2023/24 | Шэньчжэнь Авиаторс      | КБА                   | 56  | 13  | 28,0 | 49,6 | 32,1 | 77,0 | 11,9 | 4,3 | 1,3 | 0,7 | 2,8 | 1,9 | 22,5 |
| 2023/24 | Кангрехерос де Сантурсе | Чемпионат Пуэрто-Рико | 25  | 25  | 35,1 | 55,8 | 27,3 | 75,9 | 14,9 | 2,9 | 0,9 | 1,2 | 3,0 | 1,8 | 21,0 |
| Всего | Всего                   | Всего                 | 236 | 126 | 32,1 | 50,2 | 36,5 | 76,7 | 13,4 | 3,9 | 1,3 | 1,0 | 2,6 | 2,1 | 23,9 |
| В КБА | В КБА                   | В КБА                 | 191 | 84  | 31,4 | 49,7 | 36,4 | 76,3 | 13,3 | 4,1 | 1,4 | 0,9 | 2,5 | 2,1 | 24,0 |
| Наведите курсор мыши на аббревиатуры в заголовке таблицы, чтобы прочесть их расшифровку Статистика приведена с сайта basketball.realgm.com |                         |                       |     |     |      |      |      |      |      |     |     |     |     |     |      |

## Комментарии
1. ↑  Имеется в виду время для выставления своей кандидатуры на драфт НБА.